# 單帶盾豆娘魚
單帶盾豆娘魚（學名：Parma unifasciata），為輻鰭魚綱雀鯛科盾豆娘魚屬下的一個種，分布於西太平洋澳洲昆士蘭努薩角和新南威爾斯蒙塔古島之間海域，深度1至30公尺，本魚體呈卵圓形且側扁，吻部圓鈍，體被櫛鱗，幼魚體色亮黃色至棕黃色，帶有霓虹藍色的線條和斑點，身體上有一條較淺的模糊寬橫帶，成魚體色灰色至棕色，胸鰭後面的身體上有一條寬闊的白色橫帶，背鰭硬棘13枚、背鰭軟條17-19枚、臀鰭硬棘2枚、臀鰭軟條14-15枚，體長可達18公分，棲息在近海岩礁，以藻類為食，繁殖期時成對出現，雄魚會守護卵直到孵化，生活習性不明。